# Mercedes-Benz NECAR
Das Akronym NECAR steht für New Electric Car (dt.: neues elektrisches Fahrzeug) und wurde von Daimler-Benz, später DaimlerChrysler (heute Mercedes-Benz Group) für Versuchsfahrzeuge mit Elektroantrieb und Brennstoffzellen zur Elektrizitätsgewinnung aus Wasserstoff verwendet. Teilweise wird der Name auch als Akronym für No Emission Car verwendet, was ebenfalls auf Fahrzeuge mit Elektroantrieb hindeutet, bzw. darauf dass die Brennstoffzellen keine Abgase außer Wasser erzeugen. Der Name und das Logo mit einer Spiegelung auf einer Wasserfläche spielen auf den Fluss Neckar an, an dem die Firma in Bad Cannstatt gegründet und in Untertürkheim groß geworden ist.

## NECAR 1

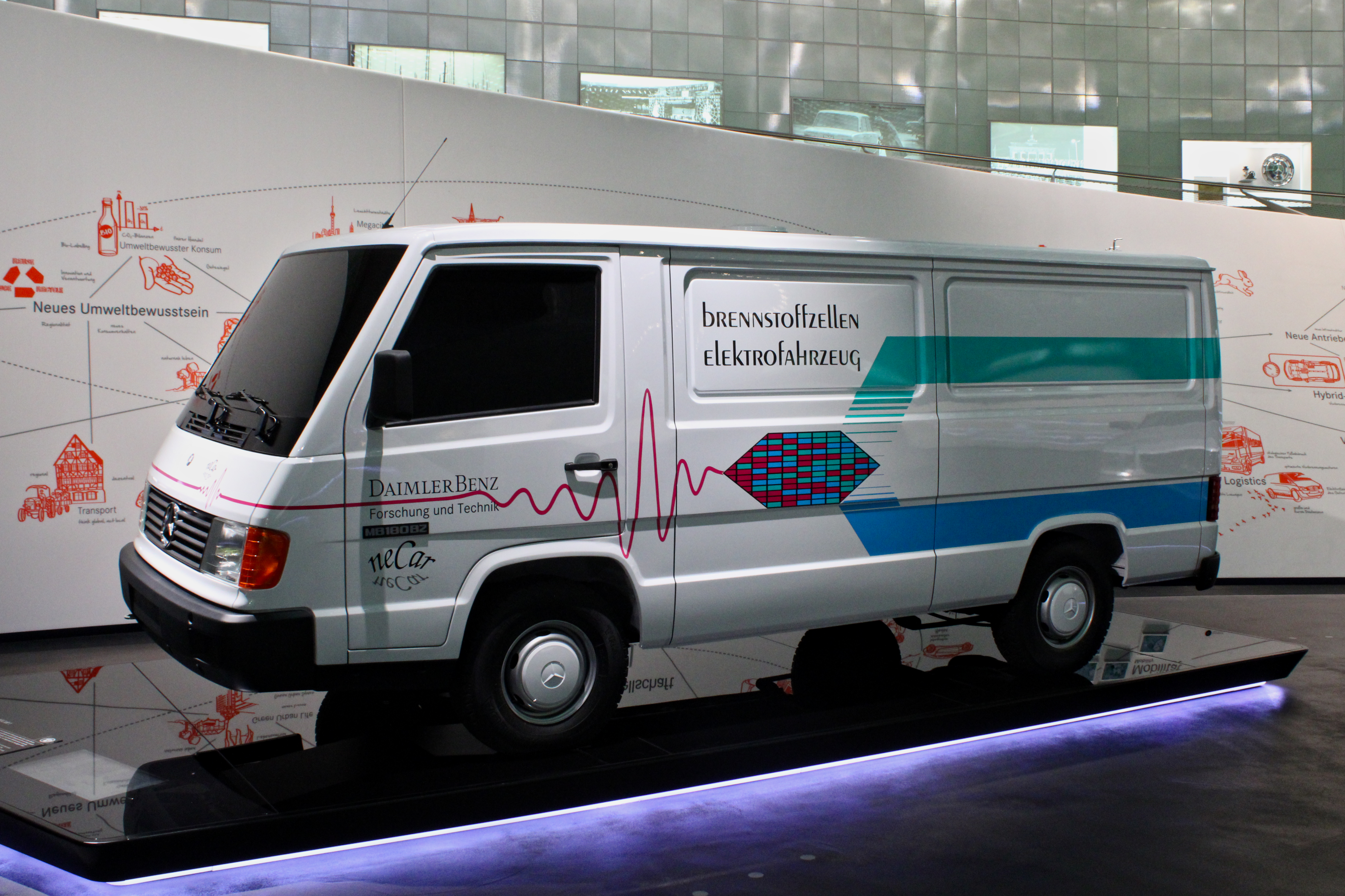
NeCar (MB 180BZ)

NeCar (New Electric Car) wurde 1994 auf der Basis des Mercedes-Benz MB 100 als das erste Brennstoffzellenauto der Daimler-Benz AG vorgestellt und steht heute im Mercedes-Benz Museum in Stuttgart. Die Brennstoffzelle wandelt Wasserstoff und Sauerstoff in Wasser um. Dabei entsteht elektrische Energie, die einen Elektromotor antreibt. Die nötigen Anlagen zur Stromerzeugung füllen dabei den gesamten Laderaum des Transporters aus.

## NECAR 2
Am 14. Mai 1996 folgte das NECAR 2. Basis war ein Mercedes-Benz W 638 (V-Klasse), der mit einem Hochdach für die Wasserstofftanks versehen war.
Alle weiteren NECAR Modelle basierten auf der Mercedes-Benz A-Klasse vom Typ Mercedes-Benz Baureihe 168.

## NECAR 3
Auf der Internationalen Automobil-Ausstellung (IAA) 1997 in Frankfurt wurde der NECAR 3 gezeigt, bei dem als erstem Brennstoffzellenfahrzeug Methanol als Wasserstoffträger eingesetzt wurde. Bedingt durch den Platzbedarf des Methanol-Reformers hatte das Fahrzeug nur zwei Sitze. Mit dem NECAR 3 konnte eine Höchstgeschwindigkeit von 120 km/h erzielt werden.

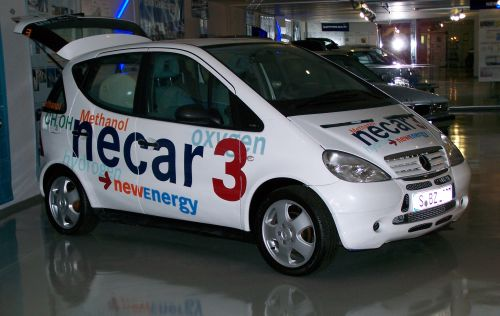
NECAR 3
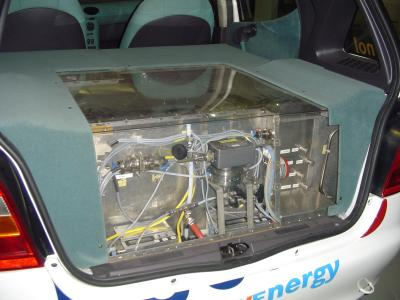
Methanolreformer des NECAR 3

## NECAR 4
Am 7. März 1999 wurde die nächste Generation – das NECAR 4 – vorgestellt. Diesmal wurde flüssiger Wasserstoff als Energieträger eingesetzt, mit dem eine Höchstgeschwindigkeit von 145 km/h und eine Reichweite von 450 Kilometern erzielt wurde. Der kompakte Brennstoffzellen-Antrieb mit einer Leistung von 70 kW wurde komplett im Sandwich-Boden einer A-Klasse untergebracht. Für fünf Personen mit Gepäck bot dieser ausreichend Platz. Allerdings gast bei −253 °C gespeicherter, flüssiger Wasserstoff trotz Superisolation bei Nichtbenutzung aus, was ein Parken in geschlossenen Räumen verbietet.
Die Weiterentwicklung NECAR 4 advanced aus dem Jahr 2000 tankt daher gasförmigen Wasserstoff in Druckbehältern bei 350 bar. Die Reichweite sank auf maximal 250 Kilometer.

## NECAR 5

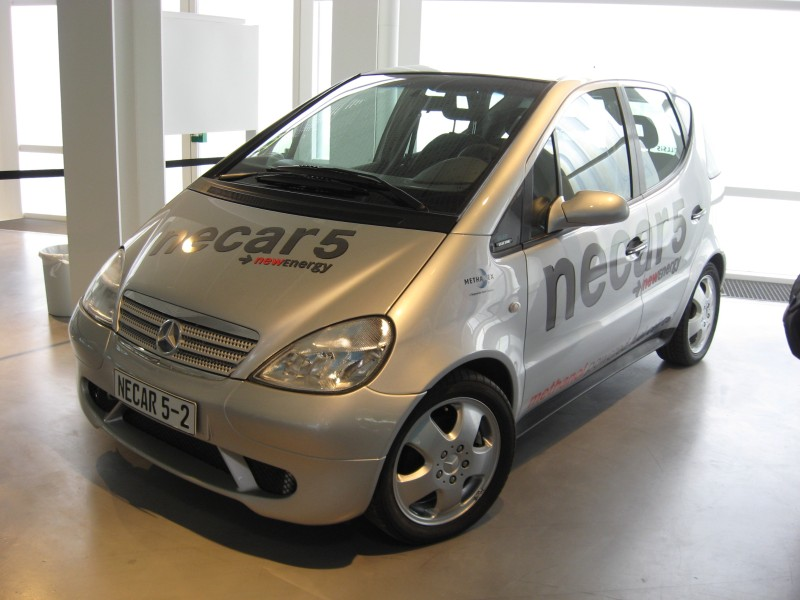
Necar 5.2

Das im November 2000 vorgestellte NECAR 5 setzte wieder Methanol als Wasserstoffträger ein. Diesmal konnte das komplette Antriebssystem inklusive Methanol-Reformer in den Unterboden des Fahrzeuges eingebaut werden. Die Spitzengeschwindigkeit liegt bei über 150 km/h. Das optimierte NECAR 5.2 fuhr 2001 in den USA von der Westküste zur Ostküste ohne größere Probleme.

## NECAR F-Cell
Auf der Basis der verlängerten A-Klasse wurden ab 2002 alltagstaugliche Versuchsfahrzeuge in Kleinserie gebaut und an internationale Kooperationspartner zur Praxiserprobung übergeben. Die viersitzigen Fahrzeuge speicherten in 350-bar-Drucktanks etwa 2 kg Wasserstoff für bis zu 150 km Reichweite. Das NECAR F-Cell ist das erste in Serie gebaute Brennstoffzellenfahrzeug und Vorläufer der späteren F-Cell Generation auf Basis der B-Klasse.